# National Lampoon's Vacation
National Lampoon's Vacation (bra: Férias Frustradas; prt: Que Paródia de Férias) é um filme de comédia lançado em 1983 dirigido por Harold Ramis e com roteiro de John Hughes, baseado na sua própria crônica "Vacation '58" para a revista cómica americana, National Lampoon. A história original é um relato ficcional de viagem malfadada de sua própria família para a Disneylândia quando Hughes era um menino. O sucesso do filme ajudou a avançar a sua carreira de roteirista.
O filme tem como estrelas principais Chevy Chase, Beverly D'Angelo, Randy Quaid, Dana Barron e Anthony Michael Hall. Contém a participação de outros artistas, tais como os comediantes John Candy e Imogene Coca e a futura atriz de 30 Rock, Jane Krakowski. A supermodelo norte-americana Christie Brinkley faz neste filme a sua estréia como atriz.
Foi na época um significante sucesso de bilheteria, arrecadando mais de 61 milhões de dólares nos Estados Unidos com um orçamento inicial estimado de 15 milhões. É amplamente considerado como o melhor dos filmes da série National Lampoon e continua a ser um filme popular, frequentemente aparecendo nos canais de televisão a cabo. O filme deu origem a uma série de sequências. Ele recebeu muitos elogios dos críticos. Em 2000, os leitores da Total Film votaram como o 46.º maior filme de comédia de todos os tempos, e continua a ser um filme cult. A partir de 8 de agosto de 2014, o filme recebeu uma classificação de 95% "fresco" no Rotten Tomatoes.
Nos Estados Unidos, o filme foi classificado como proibido para menores de 17 anos (o que no Brasil e Portugal seria considerado para menores de 16 anos), por conter cenas de nudez, linguagem forte e algum material perturbador.

## Elenco
| Ator/Atriz           | Papel                            |
| -------------------- | -------------------------------- |
| Chevy Chase          | Clark W. (Wilhelm) Griswold, Jr. |
| Beverly D'Angelo     | Ellen Griswold                   |
| Imogene Coca         | Tia Edna                         |
| Randy Quaid          | Primo Eddie                      |
| Anthony Michael Hall | Rusty Griswold                   |
| Dana Barron          | Audrey Griswold                  |
| Eddie Bracken        | Roy Walley                       |
| Brian Doyle-Murray   | Funcionário do Kamp Komfort      |
| Miriam Flynn         | Prima Catherine                  |
| James Keach          | Policial na motocicleta          |
| Eugene Levy          | Ed Shohet                        |
| John Candy           | Guarda Russ Lasky                |
| Christie Brinkley    | Garota na Ferrari vermelha       |
| Jane Krakowski       | Prima Vicki                      |

## Produção
No conto original de John Hughes, o parque temático foi a Disneylândia. Devido a isso, todos os nomes foram alterados para imitações. O parque Disneylândia da Walt Disney tornou-se em Walley World, ela própria uma bem-humorada paródia do local Anaheim. O nome do mascote, Marty Moose, é uma reminiscência do personagem da Disney Mickey Mouse.
O parque que serviu como "Walley Park" era na verdade o Six Flags Magic Mountain. A montanha russa que Clark chamou no filme de "Whipper Snapper" tem na verdade, o nome de "The Revolution" e foi a primeira montanha russa a ter um giro vertical de 360 graus. Vários anos após o lançamento do filme, o parque "Walley World Water Park" abriu em Londres e em Ontário, no Canadá. John Candy foi convidado para a cerimônia de abertura, mas os donos do parque não puderam pagar o cachê da sua participação no evento.
Quando os Griswold estão saindo de Chicago, é possível ver ao fundo a fonte de Buckingham (uma atração popular no Grant Park de Chicago que foi usada na introdução de Um Amor de Família, título brasileiro da série de televisão Married with Children).
As fotos de infância de Audrey na parede da sala de estar são do portfolio da própria atriz Dana Barron, quando ela atuava em comerciais.

### Wagon Queen Family Truckster

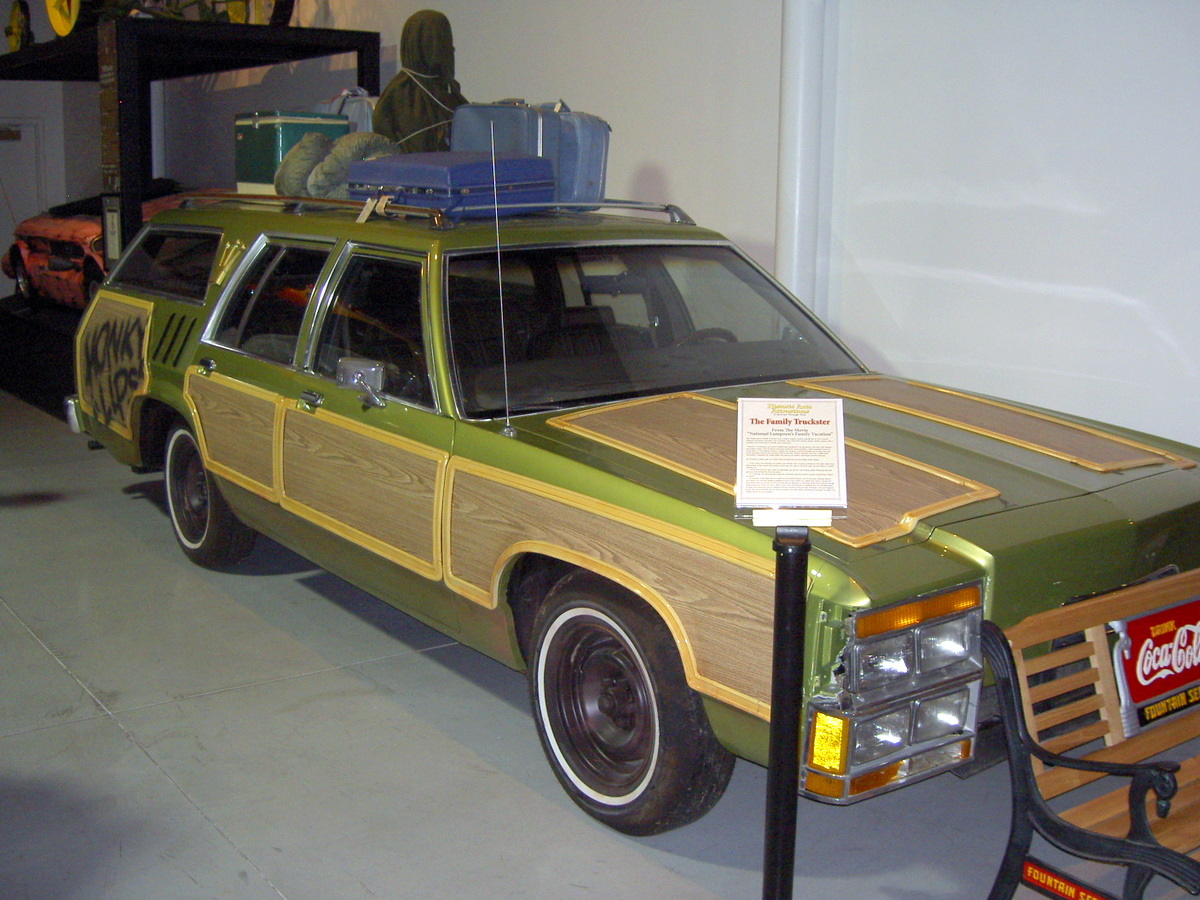
O Wagon Queen Family Truckster, uma versão modificada de um Ford LTD Country Squire de 1979.

O Wagon Queen Family Truckster foi criado especificamente para o filme. O truckster é baseado num Ford LTD Country Squire de 1979 que foi fortemente modificado. O carro foi projetado por George Barris, e satirizava os carros americanos da década de 1970. O truckster apresenta um esquema de pintura verde ervilha; falsos painéis de madeira; oito faróis, quatro de cada lado em um cluster retangular (retirada de um outro Crown Victoria/Country Squire, mas invertidas); uma área de grade grande parte coberto por carroceria com apenas duas pequenas aberturas próximas ao pára-choques.

### Música
A música do filme foi composta por Ralph Burns, com canções originais de Lindsey Buckingham. A trilha sonora foi lançada em 1983; embora não gráfico, único single de Buckingham "Holiday Road" alcançou o número 82 na Billboard Hot 100.
1. "Holiday Road" – Lindsey Buckingham
2. "Mister Blue" – The Fleetwoods
3. "Blitzkrieg Bop" – Ramones
4. "Deep River Blues" – Ralph Burns
5. "Summer Hearts" – Nicolette Larson
6. "Little Boy Sweet" – June Pointer
7. "The Trip (Theme from Vacation)" – Ralph Burns
8. "He's So Dull" – Vanity 6
9. "Christie's Song" – Ralph Burns
10. "Dancin' Across the USA" – Lindsey Buckingham

## Sequências
National Lampoon's Vacation gerou uma série de sequências:
- National Lampoon's European Vacation (1985)
- National Lampoon's Christmas Vacation (1989)
- Vegas Vacation (1997)
- National Lampoon's Christmas Vacation 2: Cousin Eddie's Island Adventure (2003)
- Hotel Hell Vacation (2010)
- Vacation

Com a exceção de Christmas Vacation 2: Cousin Eddie's Island Adventure, todas as demais sequências tiveram Chase e D'Angelo reprisando seus papéis como Clark e Ellen Griswold, suportando a sua marca única e invejável de acidente férias em várias localidades. No entanto, os filhos Rusty e Audrey são interpretados por um conjunto diferente de atores em cada filme (com exceção de Audrey na última sequência). Em julho de 2013, Barron explicou que por causa de Hall ter preferido fazer o filme Weird Science, a diretora de European Vacation Amy Heckerling solicitou que as crianças Griswold fossem reformuladas. Este fato virou uma brincadeira com início em Vegas Vacation: quando vemos pela primeira vez as crianças mudadas, Clark diz que ele "dificilmente reconhece" mais elas. Os diversos atores eram Anthony Michael Hall e Dana Barron em Vacation, Jason Lively e Dana Hill em European Vacation, Johnny Galecki e Juliette Lewis em Christmas Vacation, e Ethan Embry e Marisol Nichols em Vegas Vacation. Barron novamente interpreta Audrey em Christmas Vacation 2, mas Rusty, como seus pais, não poderia fazê-lo para Cousin Eddie's Island Adventure, um filme para a televisão da NBC. No entanto, Flynn e Quaid reprisam seus papéis como os primos Catherine e Eddie, como fizeram em cada filme, além de European Vacation. Christie Brinkley reprisou seu papel como a menina na Ferrari vermelha em Vegas Vacation e, posteriormente, falsificando-a em um comercial de 2008 da DirecTV usando imagens de Vacation, recriando famosa cena da piscina.
Cada sequência também consegue fazer referência a Walley World de alguma forma.
Em julho de 2012, foi anunciado que o Ed Helms iria estrelar como Rusty Griswold no próximo filme, Vacation. A nova versão das aventuras de férias seguirá Rusty, que agora tem suas próprias desventuras da família na estrada. John Francis Daley e Jonathan Goldstein vão escrever e dirigir o filme. Não se sabe se Chevy Chase ou Beverly D'Angelo irão reprisar seus papéis no novo filme ou se qualquer um dos outros membros do elenco dos filmes anteriores será exibida. O remake foi adiado indefinidamente devido a diferenças criativas.

## Legado
- A HomeAway contratou Chevy Chase e Beverly D'Angelo para reprisar seus papéis mais uma vez em uma campanha publicitária que vai ao ar durante o Super Bowl XLIV.[13]